# نيكي أوراكامي
نيكي أوراكامي (باليابانية: 浦上 仁騎) (مواليد 11 نوفمبر 1996) هو لاعب كرة قدم ياباني.

## وصلات خارجية
- نيكي أوراكامي على موقع رابطة كرة القدم اليابانية للمحترفين (اليابانية)
- نيكي أوراكامي على موقع قاعدة بيانات كرة القدم.إي يو (الإنجليزية)
- نيكي أوراكامي على موقع Soccerway.com (الإنجليزية)
- نيكي أوراكامي على موقع عالم كرة القدم.نت (الإنجليزية)